# شاه أباد (أصفهان)
شاه‌ أباد هي قرية في مقاطعة أصفهان، إيران. عدد سكان هذه القرية هو 20 في سنة 2006.